# IC 563
IC 563 је спирална галаксија у сазвјежђу Секстант која се налази на листи објеката дубоког неба у Индекс каталогу.
Деклинација објекта је + 3° 2' 46" а ректасцензија 9h 46m 20,2s. Привидна величина (магнитуда) објекта IC 563 износи 14,0 а фотографска магнитуда 14,8. IC 563 је још познат и под ознакама MCG 1-25-22, CGCG 35-53, ARP 303, PGC 28032.